# Oloros (père de Thucydide)
Oloros ou Orolos, est le père de l’historien antique Thucydide. C’était un Athénien du dème d’Halimonte (de nos jours, Álimos) peut-être apparenté à la famille des Phylaïdes et à Miltiade. 

## Biographie
Selon Christian Settipani, il est probablement le petit-fils maternel de Miltiades. Son prénom d'Oloros lui vient de son arrière grand-père, Oloros, roi Thrace et beau-père de Miltiades.
Son fils Thucydide est né avant que Périclès ne fasse approuver la loi sur le droit de la citoyenneté par l'assemblée athénienne en 451 av. J.-C., qui disposait que si un citoyen se mariait avec la fille d'un étranger (métèque), ses descendants ne pourraient jamais obtenir le droit d'être citoyen. De même, une femme, fille de citoyens athéniens et mariée avec un étranger, ne pouvait jamais donner à ses enfants le statut de citoyen.  